# Sphaerodoropsis pycnos
Sphaerodoropsis pycnos är en ringmaskart som beskrevs av Fauchald 1974. Sphaerodoropsis pycnos ingår i släktet Sphaerodoropsis och familjen Sphaerodoridae. Inga underarter finns listade i Catalogue of Life.